# Каранчаља
Каранчаља (мађ. Karancsalja) је градић у крајње северној Мађарској, у оквиру жупаније Ноград.

## Етимологија
Име села је први пут забележено 1335. године као Корунчаља. Име Каранч се односи на брда Каранча, а потиче од мушког имена које је туркијског порекла. Реч аља значи 'подно [брда]'.

## Географија
Каранчаља се налази у северном делу жупаније Ноград, у срцу некадашње регије Палоцфелд. Насеље лежи међу северним венцима Каранчевих брда у његовој долини. Каранчаља се граничи са Каранчберенијем на северу, Каранчлапујтом на западу, Шалготарјаном на истоку и Етешемм на југу. Налази се у близини границе између Мађарске и Словачке.
Каранчева брда су од села доступна пешачким и шумским стазама.

## Становништво

### Етничке групе
Године 2001. 99% становништва насеља се изјаснило као Мађари, а 1% Роми.
На попису из 2011. 88,5% становништва је рекло да су Мађари, 2,9% Роми, 0,3% Немци, 0,3% Словаци (11,5% није одговорило; због двојног идентитета, укупан број може бити више од 100%).

### Религија
Расподела вероисповести је била следећа: Римокатоличка 47,4%, Реформисани 1,9%, Лутерански 0,8%, неденоминациони 22,3% (25,6% није одговор).
Римокатоличка црква у Каранчаљи подигнута је 1886. године.

## Галерија
- Римокатоличка црква у граду
- Палоци, етничка гриупа
- Ракоци улица